# André Chouraqui
Nathan André Chouraqui (11. srpna 1917, Aïn Témouchent, Alžírsko – 9. července 2007, Jeruzalém) byl francouzský židovský právník, spisovatel a politik. Jeho významným dílem jsou francouzské překlady a exegeze svatých knih islámu a křesťanství, Koránu a Bible.

## Život
Od roku 1935 studoval Chouraqui právo a rabínská studia v Paříži. Za druhé světové války byl aktivním účastníkem francouzského hnutí odporu Maquis. Po válce pracoval jako právník a později soudce, doktorát získal v roce 1948 na Pařížské univerzitě.
Od roku 1958 žil v Jeruzalémě. V letech 1959-1963 byl poradcem premiéra Davida Ben Guriona. V roce 1965 byl zvolen zástupcem starosty Jeruzaléma (tehdy jím byl Teddy Kollek), na starosti měl oblast kultury, dále mezinárodní a mezikonfesní vztahy v Jeruzalémě.
Byl členem Světové sionistické organizace, také zakládajícím členem a prezidentem Alliance française v Jeruzalémě. Byl činný rovněž v organizaci Religions for Peace (1974–1983) a aktivně usiloval o interkulturní dialog a porozumění mezi židy, křesťany a muslimy.
V letech 1947 až 1982 také pracoval pro francouzskou organizaci Alliance Israélite Universelle, která se zaměřovala na pomoc Židům. Cestoval po celém světě, přednášel ve více než 80 zemích. Napsal stovky novinových článků a řadu přednášek a knih, zabývajících se náboženskými a politickými problémy spojenými se vznikem Izraele.

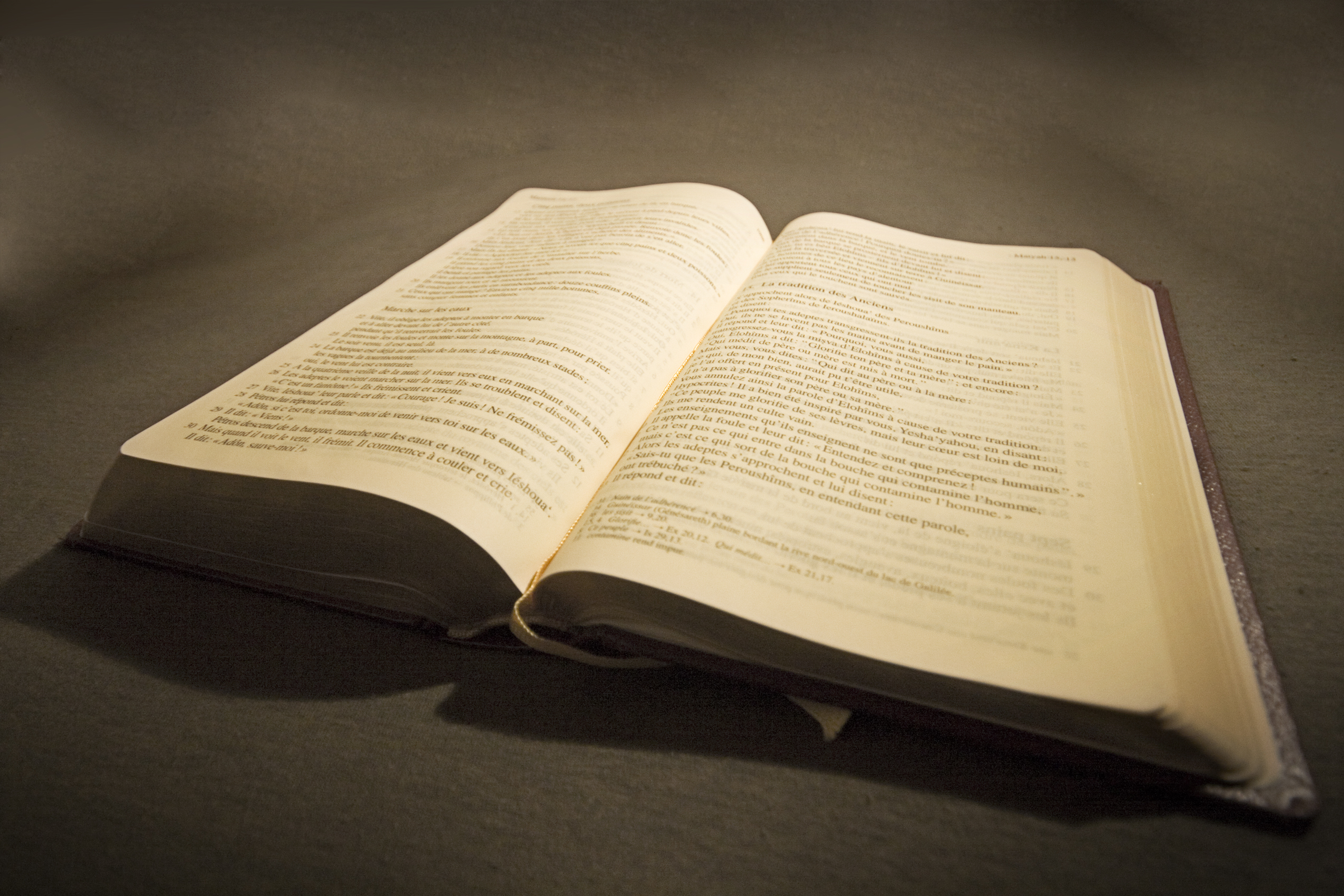
Chouraquiho překlad Bible

V roce 2007 zemřel v Jeruzalémě ve věku 89 let.

## Rodina
V roce 1958 se oženil s Annette Lévy, měli spolu pět dětí.

## Ocenění
- Řád čestné legie (1994)
- komandér Řádu umění a literatury – Francie, 30. května 1996[3]
- Cena Raoula Wallenberga (2003)

## Dílo

### Česky vyšlo
- Dějiny judaismu, Victoria Publishing, Praha 1995